# Phyllis Punnett
Phyllis Joyce McClean Child, po mężu Punnett (ur. 17 marca 1917 na wyspie Saint Vincent, zm. 12 października 2004) – autorka słów do hymnu Saint Vincent i Grenadyn.
Była jedynym dzieckiem Franka Childa i Lily Liddelow. Jej mężem był Kenneth Oscar Punnett (ur. 1918), z którym miała dwójkę dzieci – Kennetha Patricka i Andreę.
Punnett jest autorką słów do Saint Vincent, Land so Beautiful, narodowego hymnu Saint Vincent i Grenadyn (muzykę skomponował Joel Beltram Miguel). Został on przyjęty po uzyskaniu niepodległości przez Saint Vincent i Grenadyny (27 października 1979), jednak jego pierwsze wykonanie miało miejsce w 1967 roku.